# フランシスコ・シエルラルタ
フランシスコ・アンドレス・シエルラルタ・カルバーリョ（Francisco Andrés Sierralta Carvallo, 1997年5月6日 - ）は、チリ・首都州ラス・コンデス出身のプロサッカー選手。リーグ・アン・AJオセール所属。ポジションはDF。

## クラブ経歴
2005年にウニベルシダ・カトリカのユースアカデミーに入団し、2014年にトップチームに昇格。2016年から2年間はCDパレスティーノにローン移籍でプレーした。
2017年、ウディネーゼ・カルチョに移籍した後、ローン移籍でパルマ・カルチョ1913に加入。2シーズンパルマでプレーした後に、正式にウディネーゼに加入した。
2020年9月、ワトフォードFCと3年契約を結んだ。
2025年6月19日、AJオセールに移籍した。

## 代表経歴
2017年にU-20のチリ代表でプレーし、2018年6月にフル代表初選出。9日のポーランド戦で、フル代表戦初出場。同月9月の東アジア遠征（日本戦、韓国戦）にも招集され、韓国戦に出場した。